# Kuhlia
Kuhlia és un gènere de peixos pertanyent a l'ordre dels perciformes i l'únic de la família Kuhliidae.

## Descripció
- Cos comprimit.
- Cap punxegut.
- Ulls grossos.
- Són platejats amb franges blanques i negres.
- Boca curta i molt obliqua.
- Mandíbula projectable i amb dents fines en bandes (al centre i els costats del sostre de la boca).
- Preopercle serrat.
- Aleta caudal bifurcada i aleta dorsal amb una fenedura.
- Escates aspres.[2]

## Distribució geogràfica
Es troba a l'Índic, el Pacífic i la mar Mediterrània (Itàlia).

## Taxonomia
- Kuhlia boninensis (Fowler, 1907)
- Kuhlia caudavittata (Lacépède, 1802)[4]
- Kuhlia malo (Valenciennes, 1831)[5]
- Kuhlia marginata (Cuvier, 1829)[6]
- Kuhlia mugil (Forster, 1801)[7]
- Kuhlia munda (De Vis, 1884)[8]
- Kuhlia nutabunda (Kendall & Radcliffe, 1912)[9]
- Kuhlia petiti (Schultz, 1943)[10]
- Kuhlia rubens (Spinola, 1807)[11]
- Kuhlia rupestris (Lacépède, 1802)[4]
- Kuhlia salelea (Schultz, 1943)[10]
- Kuhlia sandvicensis (Steindachner, 1876)[12][13][14]
- Kuhlia xenura (Jordan & Gilbert, 1882)[15][16][17][18][19][20][21][22]